# Luzula
Luzula  es un género de alrededor de 80 especies de la familia Juncaceae, con una distribución cosmopolita, en las regiones templadas e ambos hemisferios. Difieren de la mayoría de los conocidos juncos del género cercano Juncus en que tienen hojas graminoides, planas o acanaladas, con largos pelos sedosos que bordean las márgenes. En general son perennes y perennifolios, formando penachos o macollos, y algunos son estoloníferos y pueden ser un poco invasivos. Los tallos floridos sarmentosos se extienden por encima del follaje y dan racimos de florecitas entre gris claro y marrón dorado, a veces teñidas de rosa.

## Especies
- Luzula acuminata Raf.
- Luzula alpinopilosa (Chaix) Breistr.
- Luzula arctica Blytt
- Luzula arcuata (Wahlenb.) Sw.
- Luzula bulbosa (Wood)
- Luzula campestris (L.) DC.
- Luzula comosa E.Mey.
- Luzula confusa Lindeb.
- Luzula congesta (Thuill.) Lej.
- Luzula divaricata S.Wats.
- Luzula echinata (Small) F.J.Herm.
- Luzula fastigiata E.Mey.
- Luzula forsteri (Sm.) DC.
- Luzula glabrata (Hoppe ex Rostk.) Desv.
- Luzula groenlandica Böcher
- Luzula hawaiiensis Buchenau
- Luzula lactea Link ex E.Mey.
- Luzula lutea (All.) DC.
- Luzula luzulina
- Luzula luzuloides (Lam.) Dandy & Wilmo
- Luzula maxima (Rich.) DC.
- Luzula multiflora (Ehrh.) Lej.
- Luzula nivea
- Luzula orestera (Sharsm.)
- Luzula pallescens
- Luzula pallidula Kirschner
- Luzula parviflora (Ehrh.) Desv.
- Luzula pilosa (L.) Willd.
- Luzula piperi (Coville) M.E.Jones
- Luzula rufescens Fisch. ex E.Mey.
- Luzula spicata (L.) DC.
- Luzula subcapitata (Rydb.) H.D.Harr. - Colorado Wood-rush
- Luzula subcongesta (S.Wats.)
- Luzula sudetica
- Luzula sylvatica (Huds.) Gaudin
- Luzula tolmatchewii Kuvaev
- Luzula wahlenbergii Rupr. - Wahlenberg's Wood-rush, Tundra Wood-rush